# Jiří Kroha
Jiří Kroha (* 5. Juni 1893 in Prag; † 7. Juni 1974 in Prag) war ein tschechischer Architekt und Hochschullehrer.

## Leben
Jiří Kroha studierte von 1911 bis 1918 Architektur an der Tschechischen Technischen Hochschule zu Prag in Prag (Professor Jan Koula, Professor Josef Fanta, Professor Rudolf Kříženecký)

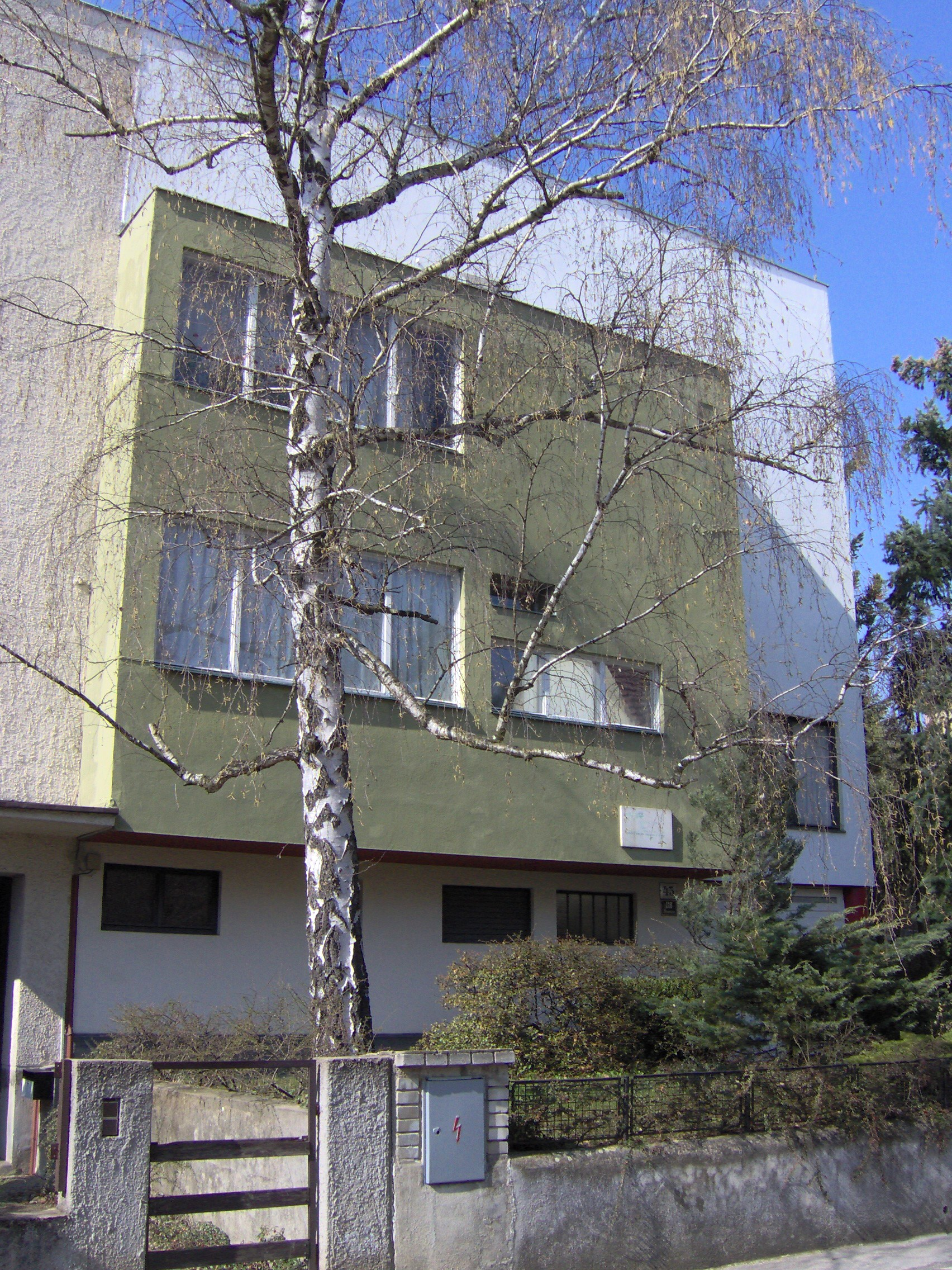
Eigenes Haus in Brünn

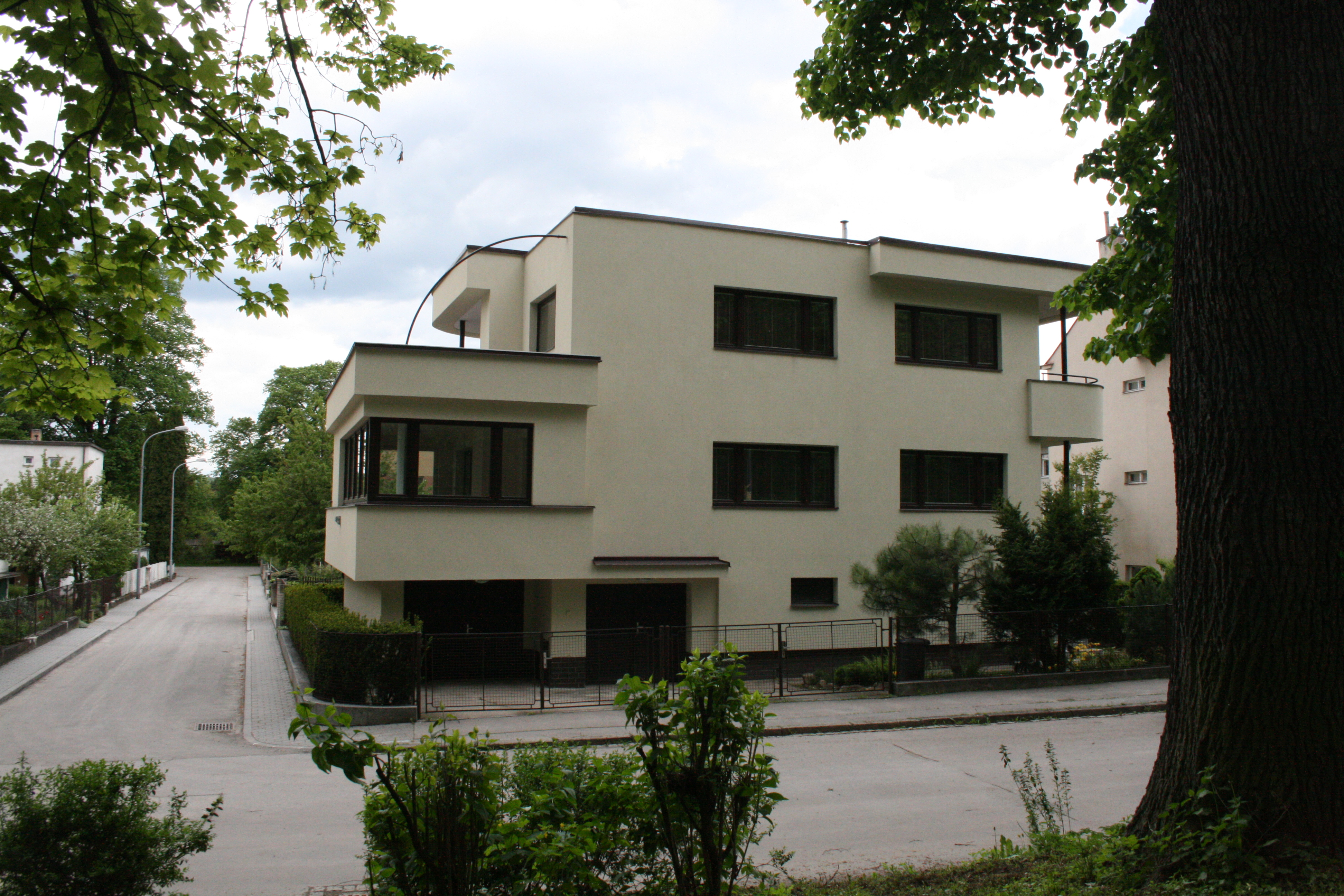
Haus in der Siedlung Nový Dům (Das neue Haus)

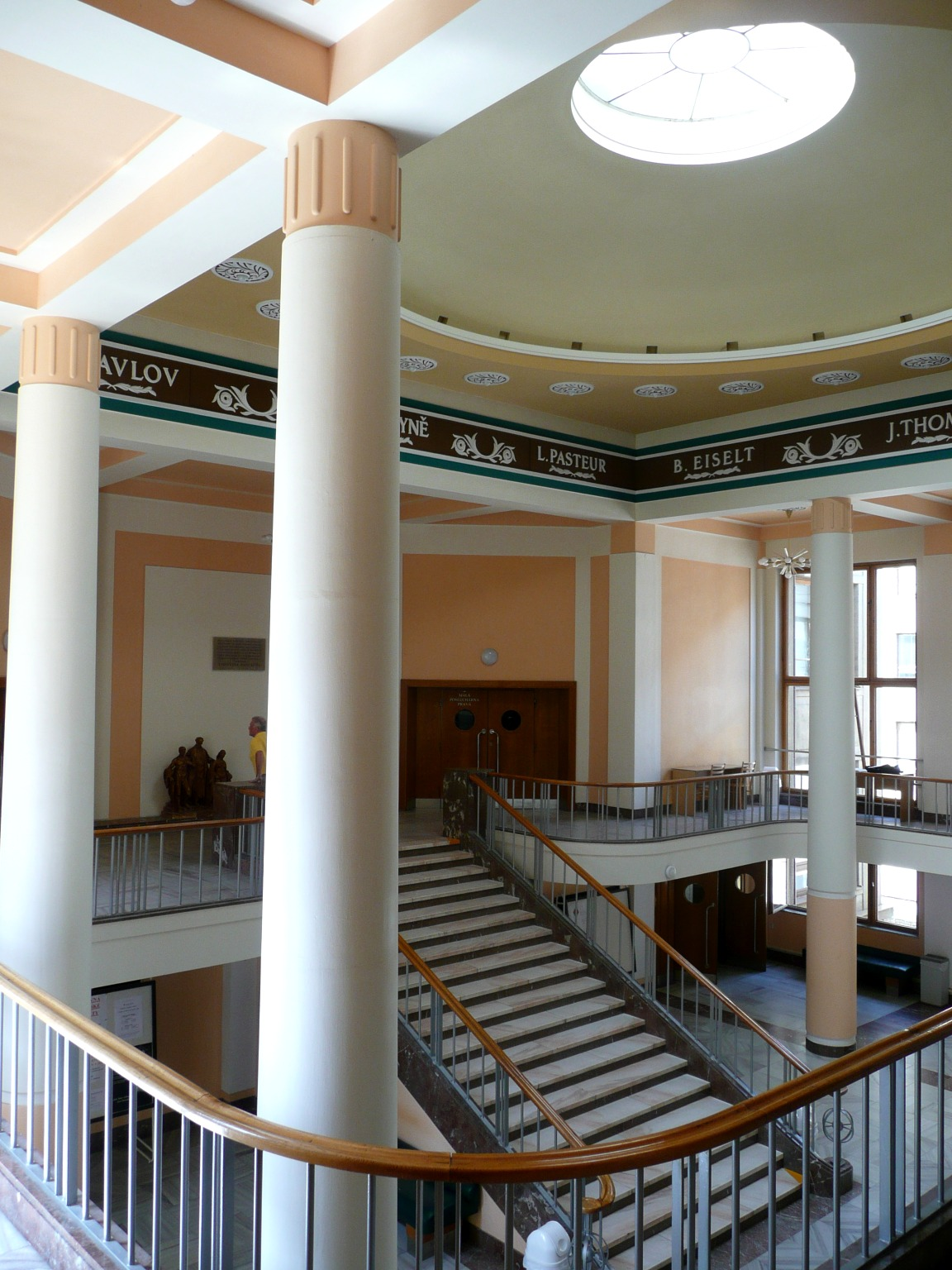
Jiří Kroha, Václav Roštlapil: vestibul Teoretických ústavů Lékařské fakulty Univerzity Palackého v Olomouci

- 1919–1925: Architekt in Prag, Theaterentwürfe für die „Sozialistische Bühne“
- 1922: Mitglied des Klubs der Architekten
- 1925–1953: Professor der Architektur an der Tschechischen Technischen Hochschule zu Brünn
- 1925–1928: Architekturbüro in Mladá Boleslav (Jung Bunzlau)
- 1927–1933: Herausgeber der Zeitschrift Horizont in Brünn als Diskussionspodium für aktuelle Tendenzen in Kultur und v. a. Architektur.
- 1930: Studienreise in die UdSSR. Gründungsmitglied der Architektursektion der Linksfront (Levá fronta)
- 1933: Gründungsmitglied und Vorsitzender des Verbandes sozialistischer Architekten in Prag
- 1934: verurteilt zu drei Monaten Zuchthaus für seine kommunistische Tätigkeit und suspendiert von der Professur an der Tschechischen Technischen Hochschule
- 1937: Rückkehr an die Technische Hochschule
- 1939–1940: verhaftet von Gestapo, Spielberg-Gefängnis in Brünn, KZ-Lager Dachau und Buchenwald
- 1940: freigelassen wegen der schweren Gehörkrankheit
- 1945: Nach dem Zweiten Weltkrieg widmet sich Kroha hauptsächlich der Gestaltung von Ausstellungen und der Malerei.
- 1947–1948: Hauptprojektant für die Slawische Landwirtschaftsausstellung in Prag.
- 1948: Nationalkünstler, gleichzeitig errichtet er sein architektonisches Meisteratelier in Prag
- 1970: Ehrendoktor der Tschechischen Technischen Hochschule zu Brünn.

## Ausgewählte Bauwerke
- 1918: Gestaltung der Montmartre-Bar in Prag
- 1920–1925: Beamtenvillen in Kosmonosy
- 1922–1927: Landesgewerbeschule in Mladá Boleslav
- 1924–1925: Sozialfürsorgeinstitut in Mladá Boleslav
- 1926–1927: Gesamtplanung der Nordböhmischen Ausstellung (Výstava severních Čech) in Mladá Boleslav
- 1927: Restaurant auf der Nordböhmischen Ausstellung in Mladá Boleslav[1]
- 1928: Projekt für Pavilon Člověk a jeho rod für die Ausstellung der zeitgenössischen Kultur der Tschechoslowakei in Brünn 1928.
- 1927–1928: Wohnhaus in der Brünner Werkbundsiedlung Nový Dům (Das neue Haus)
- 1928–1931: eigenes Haus in Brünn, Sedlákova 45
- 1928–1931: Wohnhausentwurf für die Werkbundsiedlung Prag „Na Babě“.
- 1934–1935: Brünner Villa Patočka, Kaplanova 11
- 1946–1948: Sídliště Tábor 40–50 in Brno (Brünn)[2] (zusammen mit Vilém Kuba und Josef Polášek)
- 1950–1961: Theoretisches Institut der Medizinischen Fakultät der Univerzita Palackého in Olomouc[3]